# گمینا اوژش
گمینا اوژش (به لهستانی:  Gmina Orzysz) یک گمینا در لهستان است که در شهرستان پیش واقع شده‌است. گمینا اوژش ۳۶۳٫۴۹ کیلومتر مربع مساحت و ۹٬۵۶۷ نفر جمعیت دارد.